# Cosme San Martín

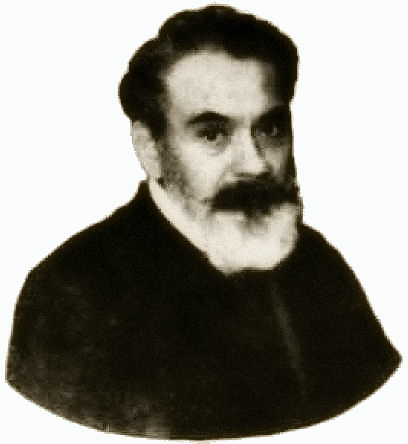
Cosme San Martín

Cosme San Martín Lagunas (* 27. September 1849 in Valparaíso; † 1. April 1906 in Santiago de Chile) war ein chilenischer Maler.
Martín studierte von 1864 bis 1869 an der Escuela de Bellas Artes bei Alejandro Ciccarelli, Ernst Kirchbach und Juan Mochi. Zu seinen Mitschülern zählten u. a. Pedro Lira Rencoret, Onofre Jarpa Labra, Pedro León Carmona, Pascual Ortega Portales, Alberto Orrego Luco und José Mercedes Ortega. Daneben spielte er im Orchester des Teatro Municipal de Santiago die Erste Viola. Im Alter von 19 Jahren begann er an der Academia de Bellas Artes zu unterrichten.
1875 gewann er mit dem Gemälde Jesús y María Magdalena ein Stipendium für einen Studienaufenthalt in Europa. Er reiste nach Paris, setzte dort seine Ausbildung bei Juan Antonio González fort und hatte mehrere Ausstellungen in der Stadt, u. a. im Salon der Société des artistes français.
Ab 1875 bis zu seinem Tod war er Professor für Zeichnen und Lithographie an der Academia de Pintura und prägte eine ganze Generation junger chilenischer Künstler wie Enrique Lynch, Guillermo Córdova, Manuel Thomson, Alberto Valenzuela Llanos, Pablo Burchard Eggeling, José Backhaus, Albina Elguín, Juan Harris, Marcial Plaza Ferrand, Arturo Gordon, Carlos Alegría und Fernando Thauby. Ab 1886 war er als Nachfolger von Mochi Direktor der Academia de Bellas Artes.
Werke San Martíns finden sich u. a. in den Sammlungen des Museo Nacional de Bellas Artes (darunter Amor Maternal, 1877; La Lectura, 1874; El Niño de la Chaqueta Blanca, Pescador en Cartagena, 1898 und Sansón traicionado por Dalila), des Museo Histórico Nacional Santiago und der Pinakothek der Universidad de Concepción. Die Sociedad Nacional de Bellas Artes veranstaltete 1936 eine Retrospektive seiner Werke.